# Dystrykt Shiselweni
Dystrykt Shiselweni – jeden z 4 dystryktów w Królestwie Eswatini, znajdujący się w południowej części kraju. Jego stolicą jest Nhlangano. Inne miasta: Hlatikulu, Lavumisa. Dystrykt dzieli się na 14 tinkhundla.

## Demografia
Dystrykt Shiselweni jest 3. pod względem liczby ludności dystryktem w państwie. Według spisu powszechnego z 2007r. zamieszkiwało go 208 454 mieszkańców.
Zmiana liczby ludności w latach 1966 - 20071:
1Źródłó:http://www.statoids.com/usz.html